# Ветрило
 Тази статия е за аксесоара.  За ветроходното платно вижте Ветрило (ветроходство).  
Ветрило е неголям сгъваем уред, който се държи в ръка разперен в полукръг и с движение на ръката охлажда лицето при горещо и задушно време.

## Етимология
„Ветрило“ произлиза от вятър – движението на въздуха, което имитира.